# Eugène d'Halwin de Piennes
Eugène d'Halwin de Piennes est un homme politique né le 20 janvier 1825 à Périers (Manche) et mort le 6 janvier 1911 à Vrbovec (Croatie).

## Biographie
Il est issu de la famille de Piennes, une famille connue comme noble dans le Coutançais depuis le milieu du xvie siècle, alors protestante. et possessionnée du château de Regnéville.
À partir du xviiie siècle, sa famille revendique, sans pouvoir les établir, des origines communes avec la famille d'Hallwin, duc d'Hallwin, seigneur de Piennes, en Picardie, au xvie siècle, alors même que sa famille portait des armoiries différentes.
Il est le fils de Victor d'Halwyn de Piennes, marié à Périers en 1824 avec Anne-Françoise Avril, fille de Jacques Pierre Avril. Ce dernier sera conseiller-général du canton de Périers et député de la Manche de 1834 à 1837. Sa sœur est l'arrière-grand-mère du théoricien Georges Sorel, avec lequel d'Halwin de Piennes entretient des liens de parenté.

### Diplomate
En 1850, il est nommé attaché d'ambassade à Munich, jusqu'en 1856.
En août 1856, il fait partie de la représentation française qui accompagne à Moscou le duc de Morny pour le couronnement du tsar Alexandre II de Russie.
Il est alors attaché d'ambassade à Moscou, puis secrétaire d'ambassade successivement à Lisbonne, à Naples, à Rome, à Vienne.
À Rome, il se lie avec le sculpteur Jean-Baptiste Carpeaux, alors pensionnaire de la villa Médicis, qui sculpte son buste et peint son portrait.
Il est nommé en 1863 l'un des trois chambellans de l'impératrice Eugénie. Il introduit à la cour son ami Carpeaux, ainsi que d'autres artistes.

### Homme politique
Propriétaire terrien, il est maire de Périers, élu en 1863 conseiller général du canton de Périers. 
En 1868, il est élu député de la Manche, réélu en 1869, jusqu'en 1870, siégeant dans la majorité dynastique. Proche de la cour impériale, il n'en est pas moins plutôt libéral sur le plan économique. Il intervient à plusieurs reprises à la tribune de la Chambre des députés, en particulier sur le statut des « travailleurs de la mer », nombreux dans sa circonscription.
Au soir du 6 août 1870, il a à annoncer à l'impératrice la défaite de Reischoffen.
Un mois plus tard, la chute du Second Empire le rend à la vie privée.

### Dans la retraite
Resté proche de l'homme d'affaires Maurice de Hirsch, qu'il avait connu pendant sa carrière diplomatique, il est chargé par celui-ci de superviser les travaux de construction de la ligne de chemin de fer reliant Istanbul à l'Europe. Dans cette perspective, il intègre le conseil d'administration de la Compagnie des chemins de fer orientaux, créée pour la circonstance. Plus tard, il siège aussi au conseil d'administration de la société des chemins de fer serbes, dans laquelle Maurice de Hirsch a aussi des intérêts. 
Ses nombreux séjours dans l'empire austro-hongrois l'incitent à y acheter un domaine, à Vrbovec, près de Zagreb, dans l'actuelle Croatie, où il s'installe. Il s'occupe alors de la mise en valeur de son domaine, sur un plan agronomique.
Sans descendance, il donne, à la fin de sa vie, une partie de ses œuvres d'art à la Galerie Strossmayer de l'Académie des Beaux-arts de Zagreb.
C'est à Vrbovec que son épouse et lui décèdent. Tous deux y reposent, dans un mausolée construit à leur intention. En 2011, le centenaire de son décès y a été célébré officiellement.

### Distinction
- Officier de la Légion d'honneur

### Mariage et descendance
Il épouse le 11 février 1852 Blandine d'Auray de Saint-Pois, morte à Vrbovec (Croatie) le 14 mai 1903, fille de Norbert Louis d'Auray de Saint Pois et de Sophie Blandine Jolivet de Colomby, sa première épouse. Tous deux ont un fils :
- Eugène d'Halwin de Piennes (Sées, 2 novembre 1852 - château de Cairon, 10 septembre 1902), marié à Paris 7e le 28 décembre 1886 avec Marie-Marguerite de Mac-Mahon de Magenta (Nancy, 1er février 1863 - Paris 7e, 1er juillet 1954), fille de Patrice de Mac-Mahon, duc de Magenta, maréchal de France, président de la République française, et d'Élisabeth de La Croix de Castries. Sans postérité.

### Sources
- « Eugène d'Halwin de Piennes », dans Adolphe Robert et Gaston Cougny, Dictionnaire des parlementaires français, Edgar Bourloton, 1889-1891 [détail de l’édition]
- Willy Gianinazzi, « Le marquis de Piennes, chambellan de l'impératrice Eugénie et informateur de Georges Sorel », Revue de la Manche, t. LIII, fasc. 211, 1er trim. 2011.
- Borivoj Popovčak, « Eugène Emmanuel Ernest d’Halwin marquis de Piennes : portret donatora Strossmayerove galerije starih majstora HAZU u Zagrebu », Peristil, n° 55, 2012, p. 103-112.